# Węgierska Galeria Narodowa
Węgierska Galeria Narodowa (węg. Magyar Nemzeti Galéria) – muzeum sztuki z siedzibą na Zamku Królewskim w Budapeszcie na Węgrzech, założone w 1957 roku.

## Historia
Galeria została założona w 1957 roku, powstała jako muzeum narodowe poprzez połączenie zbiorów Nowej Węgierskiej Galerii Muzeum Sztuk Pięknych, węgierskiej kolekcji działu rzeźby nowoczesnej i działu grafiki oraz węgierskiej kolekcji medali; pierwszym dyrektorem został Gábor Ödön Pogány. Pierwszą siedzibą galerii był Pałac Sprawiedliwości w Budapeszcie wzniesiony w 1896 roku (od 1973 roku do grudnia 2017 roku siedziba Muzeum Etnograficznego w Budapeszcie).
W 1959 roku zdecydowano, że galeria zostanie przeniesiona do Zamku Królewskiego w Budapeszcie. Budynek jednak poważnie ucierpiał podczas oblężenia w latach 1944–1945 i wymagał gruntownego remontu oraz adaptacji na potrzeby muzealne. 12 października 1975 roku otwarto galerię w nowej siedzibie na Zamku Królewskim, w budynkach B, C i D, w 1989 roku udostępniono dla zwiedzających zamkową kryptę Habsburgów w budynku C, a od 2005 roku galeria dysponuje także budynkiem A. Planowana jest budowa nowej siedziby muzeum w Parku Miejskim w ramach projektu Liget, a Zamek Królewski ma być przywrócony do stanu sprzed II wojny światowej z pomocą Narodowego Programu Hauszmanna.

## Zbiory
Kolekcja galerii obejmuje przede wszystkim dzieła węgierskich artystów od XI wieku do czasów współczesnych z wszystkich dziedzin sztuk plastycznych, obejmuje także prace węgierskich artystów emigracyjnych.
Wystawy stałe obejmują m.in. malarstwo panelowe, średniowieczną rzeźbę drewnianą, średniowieczną i renesansową rzeźbę w kamieniu, sztukę baroku, późnogotyckie nastawy ołtarzowe.
Poza dziełami węgierskimi galeria posiada m.in. obrazy: Bufet Paula Cézanne’a, Pont-Neuf Camille’a Pissarra, Light Grey Wall Josefa Albersa.

## Galeria

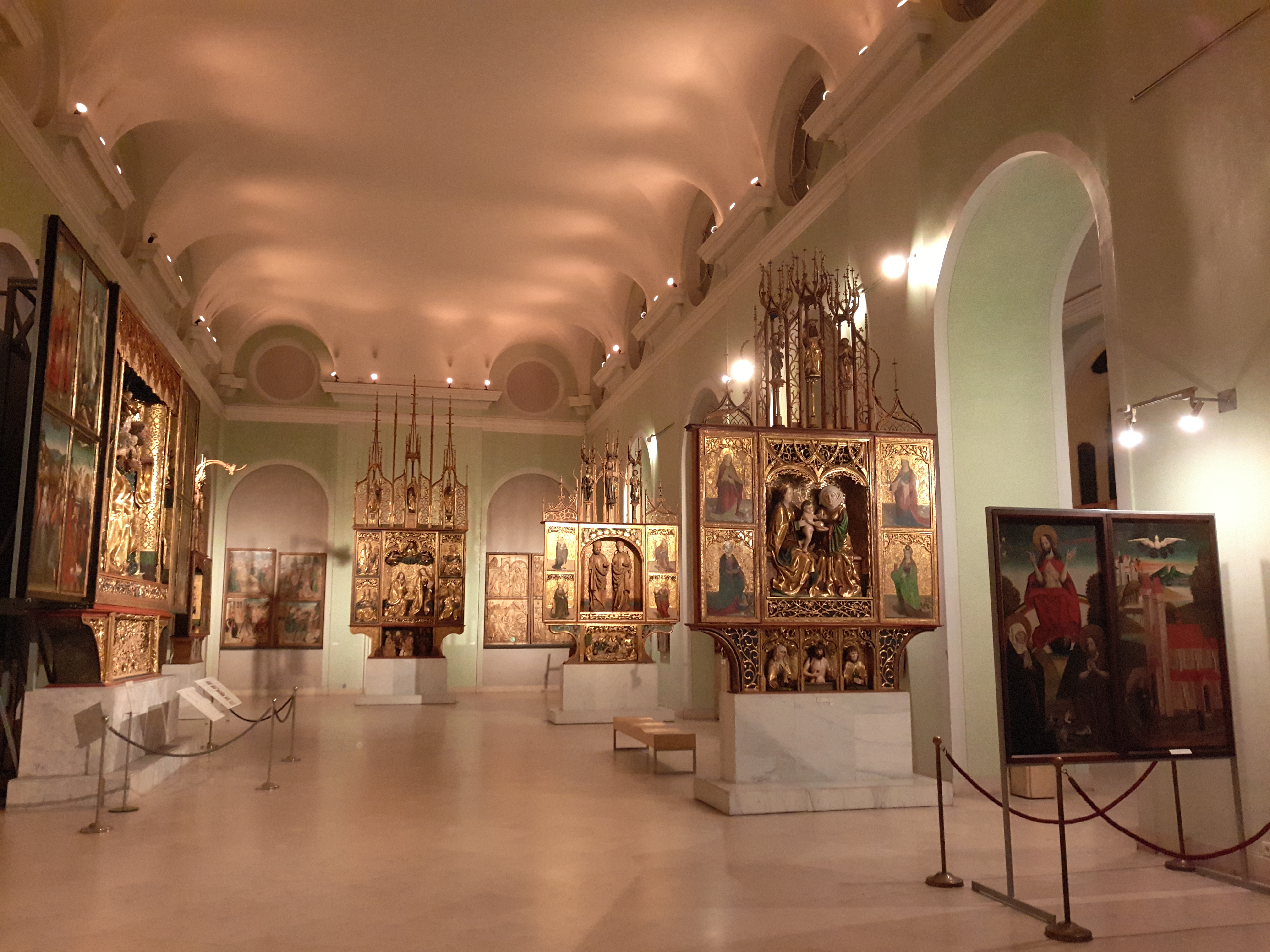
Wystawa malarstwa gotyckiego
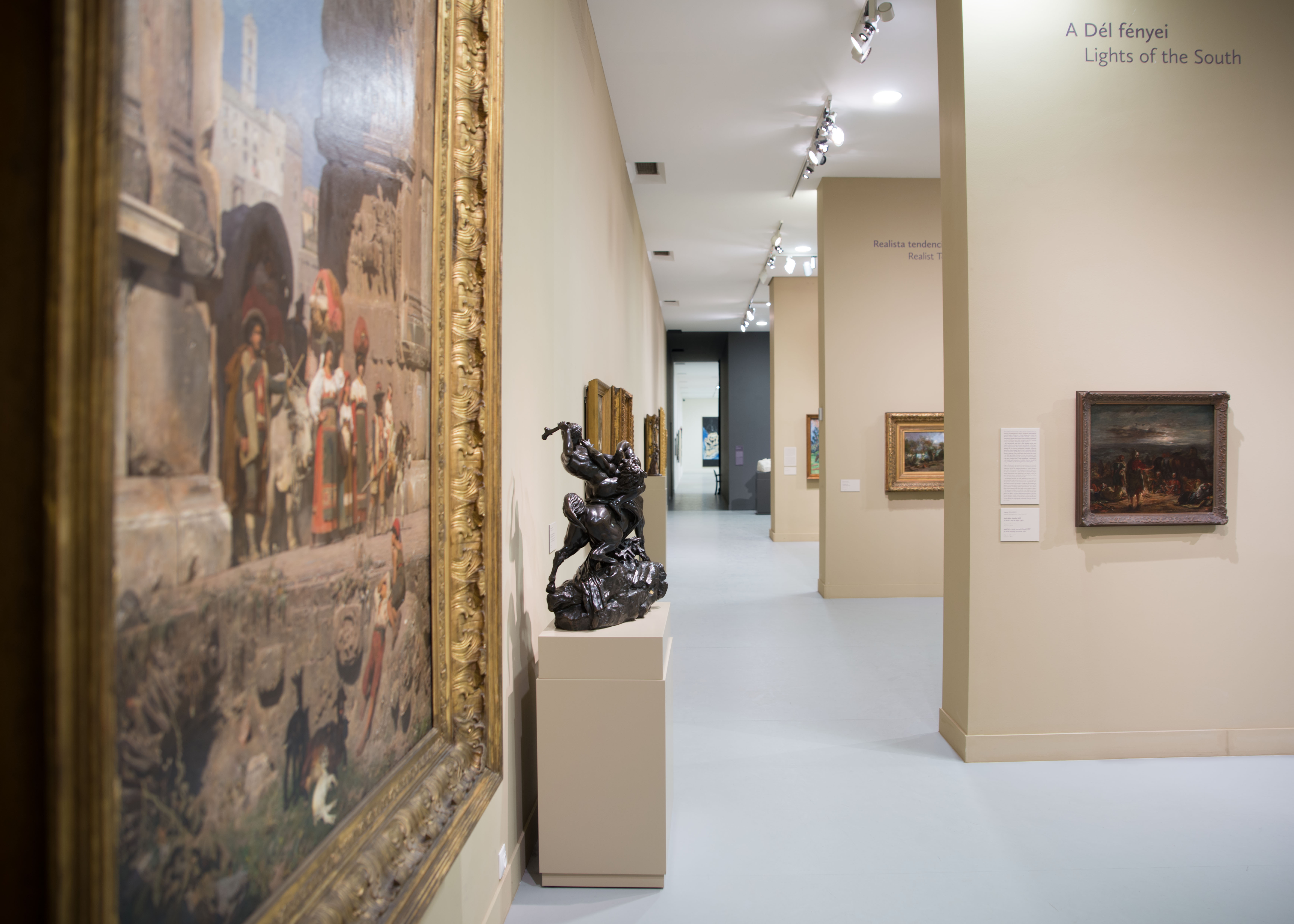
Wystawa sztuki po 1800 roku
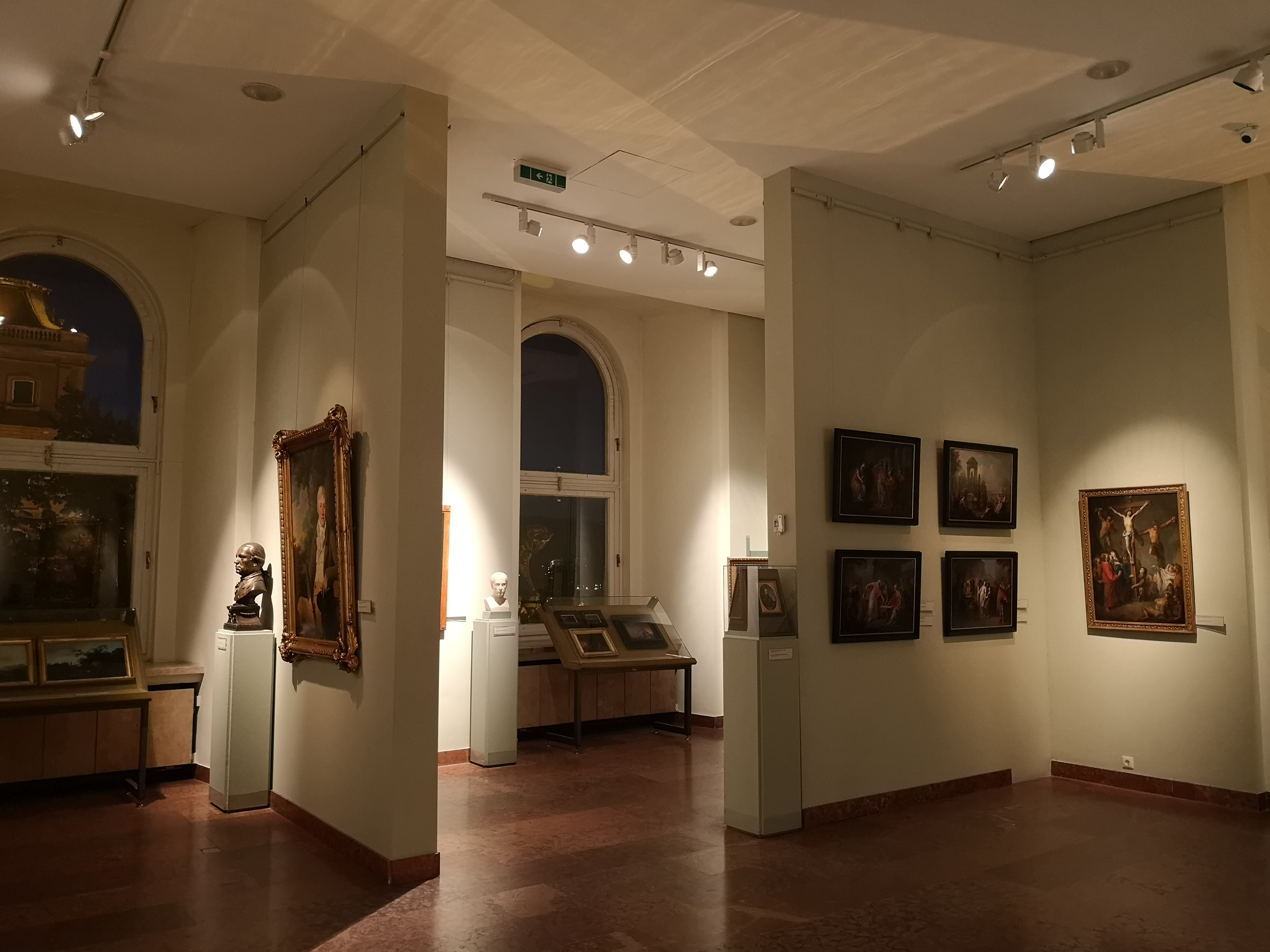
Fragment ekspozycji
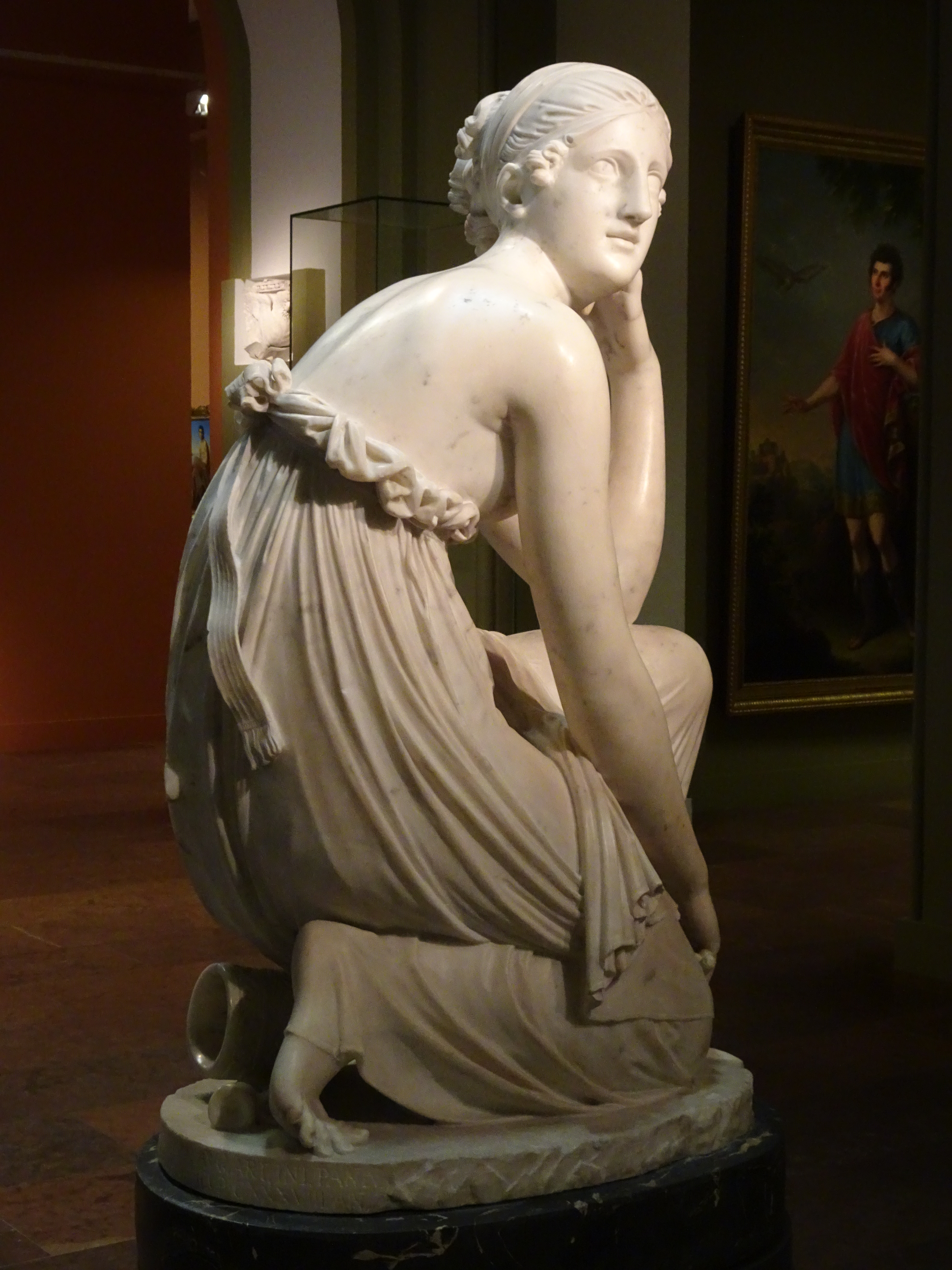
Rzeźba Istvána Ferenczyego
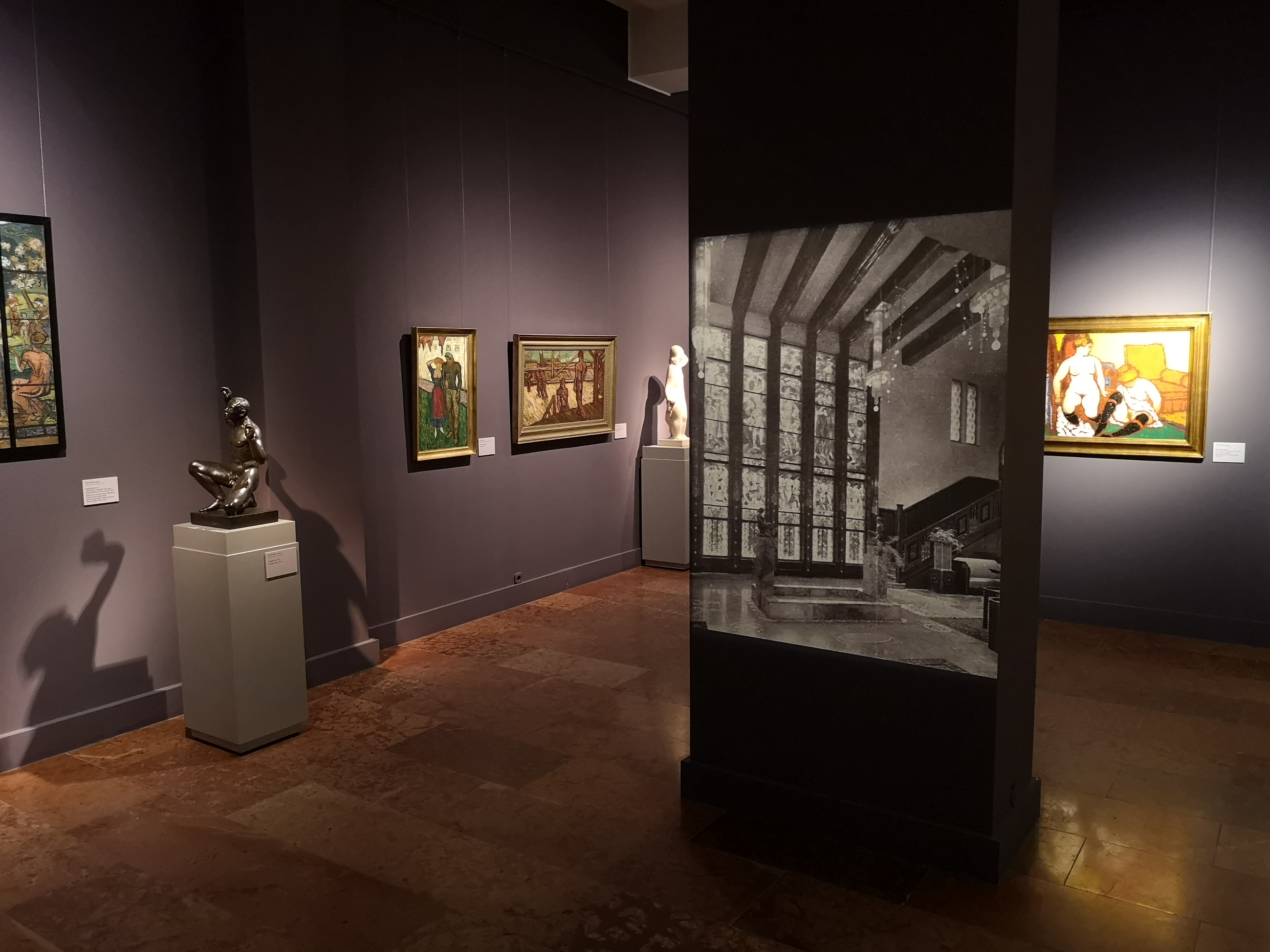
Wystawa rzeźby i malarstwa
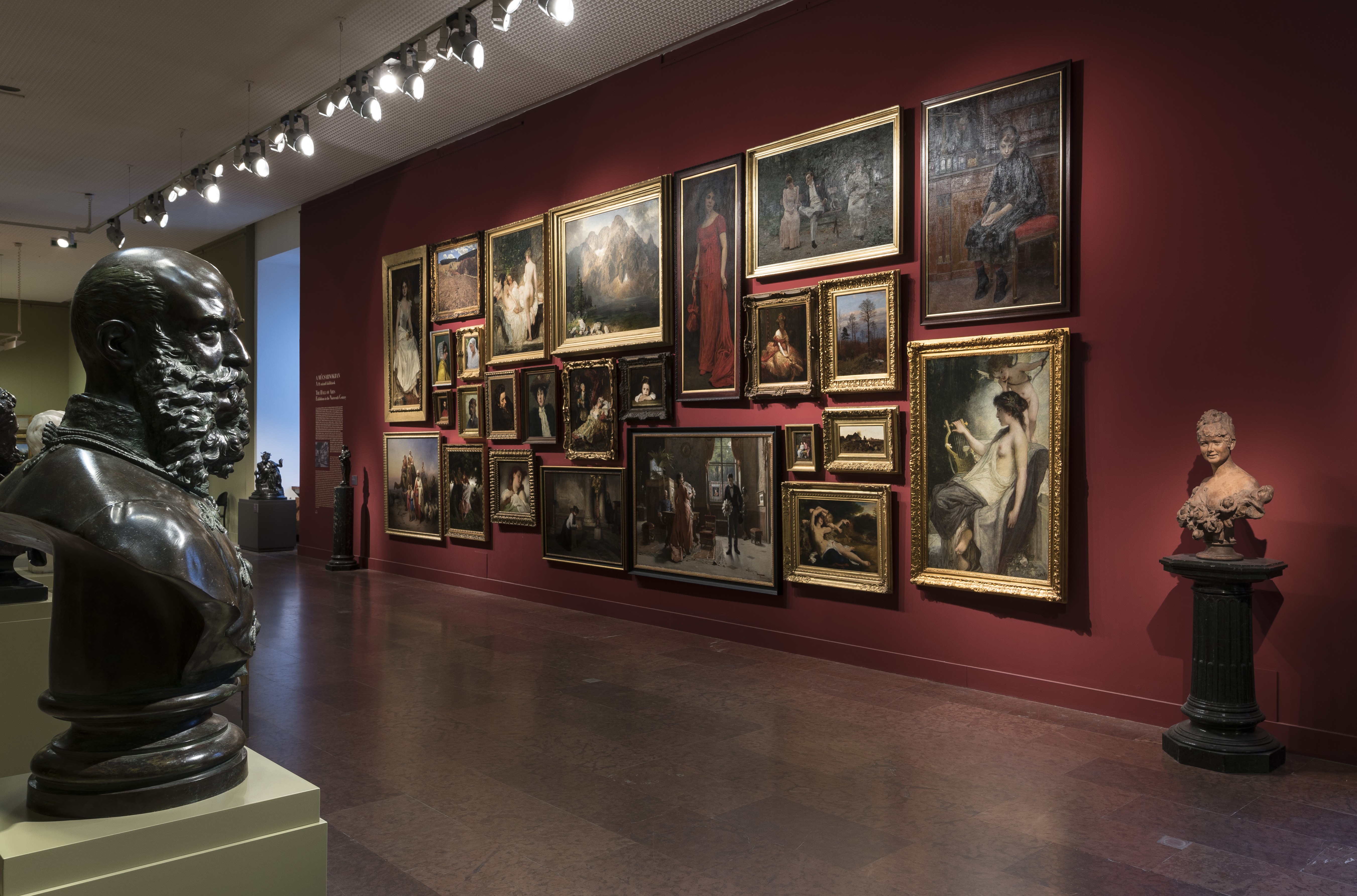
Wystawa rzeźby i malarstwa XIX wieku
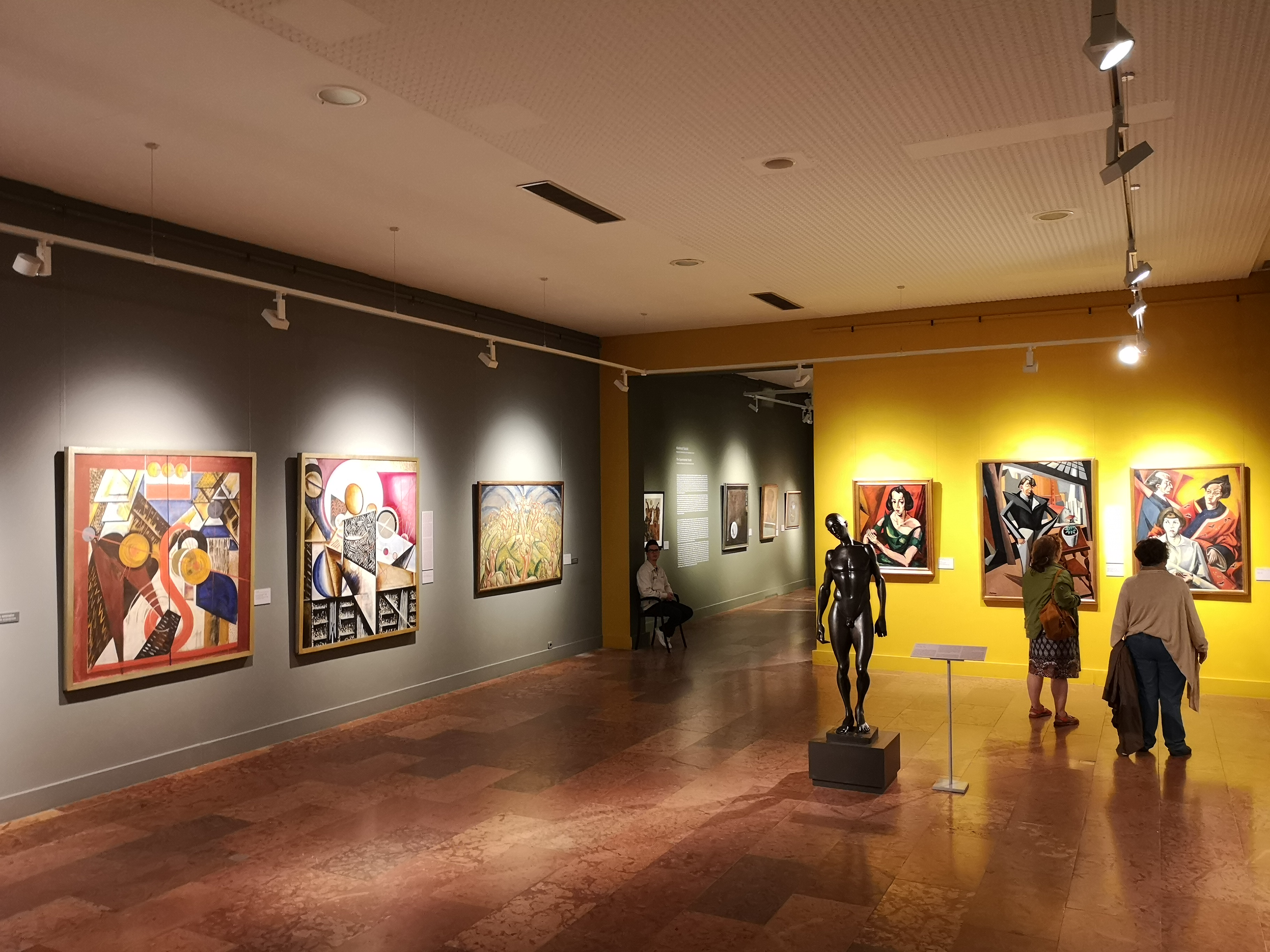
Wystawa malarstwa XX wieku